# Foto de Vladimir Herzog morto

Imagem do jornalista Vladimir Herzog morto no DOI-CODI de São Paulo

A foto de Vladimir Herzog morto é um registro realizado por pelo fotógrafo Silvaldo Leung Vieira no dia 25 de outubro de 1975, nas dependências do DOI-Codi. Apesar de estar enforcado, o corpo de Vladimir Herzog estava com os pés no chão, uma situação inesperada para quem pretensamente comete suicídio.

## Contexto
À época, Silvado tinha 22 anos e era aluno do curso de fotografia do Instituto de Criminalística da Academia de Polícia Civil. No dia 25 de outubro de 1975, então em sua segunda semana de treinamento, o jovem fotógrafo foi convocado pelo Dops para tirar fotos de um preso morto. Em depoimento durante uma audiência da Comissão da Verdade, realizada na Câmara Municipal de São Paulo, Silvaldo afirmou que não se sente cúmplice dos torturadores de presos políticos durante a ditadura militar.
| “                       | Não me senti cúmplice, mas me sentia muito mal, e isso está acontecendo por eu ter começado a vida daquela forma. Minha intenção desde criança era ser fotógrafo, mas eu vi um tipo de fotografia que eu não gostaria de fazer. | ” |
| — Silvaldo Leung Vieira | |   |

Já Ivo Herzog, filho de Vladimir Herzog, disse não concordar com as declarações de Silvado. Ele afirma que o fotógrafo "foi um cúmplice, pois foi conivente com a situação e ficou mais três anos no serviço”.